# Philoria kundagungan
A Philoria kundagungan a kétéltűek (Amphibia) osztályának békák (Anura) rendjébe, a mocsárjáróbéka-félék (Limnodynastidae) családjába, azon belül a Philoria nembe tartozó faj.

## Nevének eredete
A faj tudományos nevét a Queensland állam déli részén élő ausztrál őslakos Gubbi Gubbi népcsoport szavaiból alkották. A kunda szó jelentése hegyi, a gungan szóé pedig béka.

## Előfordulása
Ausztrália endemikus faja. Az ország keleti részén húzódó Nagy-Vízválasztó-hegységben, a Queensland állambeli Brisbane-től nyugatra emelkedő Mistake-hegységtől déli irányban, Új-Dél-Wales állam északkeleti területeiig honos. Elterjedési területének mérete mintegy 1600 km².

## Megjelenése
Kis méretű, kövérkés kinézetű békafaj, hossza elérheti a 30 mm-t. Bőre sima, színe látványosan tarka lehet: hátán sötét narancsvörös színű, vörös torka alatt hasa élénksárga. A többi Philoria fajhoz hasonlóan színe és mintázata változatos lehet, de általában egy fekete csík húzódik pofája csúcsától a szemén át feje oldaláig, hátán időnként fekete mintázat látható ágyéki része felett. Ujjai között nincs úszóhártya.

## Életmódja
Hegyi esőerdők lakója. Általában kis patakok közelében, vízzel átitatott vagy nyirkos avarban és növényzetben tartózkodik. A hímek augusztustól februárig hívják énekükkel a nőstényeket. A nőstény a nagy méretű, szikzsákkal körülvett petéket vízzel telt, fénytől védett üregekbe helyezi. Az ebihalak kifejlődésük során a fészekben maradnak és a szikanyaggal táplálkoznak.
Megtalálható olyan eukaliptuszerdőkben is, ahol a sziklás talaj képes megtartani a felszíni nedvességet.

## Természetvédelmi helyzete
A vörös lista a veszélyeztetett fajok között tartja nyilván. Queensland államban ritka faj, Új Dél-Wales állam a sebezhető fajok közé sorolja. Az államok törvénye által védett. Korábban élőhelyének jelentős részén nagy mértékű fakitermelést végeztek. Megmaradt élőhelyének nagy része nemzeti parkok területére esik. Az élőhelyén átfolyó vizek felső folyásának megzavarása is fenyegetheti a fajt. Tenyészhelyének több területén szarvasmarha-legeltetés is folyik.